# Линьяриш (Паредиш-ди-Кора)
Линья́риш (порт. Linhares) — район (фрегезия) в Португалии, входит в округ Виана-ду-Каштелу. Является составной частью муниципалитета Паредиш-ди-Кора. По старому административному делению входил в провинцию Минью. Входит в экономико-статистический субрегион Минью-Лима, который входит в Северный регион. Население составляет 230 человек на 2001 год. Занимает площадь 5,3 км².